# Eriosolena
Eriosolena es un género con siete especies de plantas pertenecientes a la familia Thymelaeaceae.

## Especies seleccionadas
- Eriosolena affinis
- Eriosolena composita
- Eriosolena longifolia